# Супутник планети Уран
«Супутник планети Уран» — радянський художній фільм 1990 року, знятий режисером Хаджи Ахмаром на кіностудії «Узбекфільм».

## Сюжет
За мотивами повісті А. Бєляєва «Аріель». Юний Аріель, учень таємної школи на півночі Індії, успішно опанувавши левітацію, залишає обитель. Його вчителі, які мріють про світове панування, прямують слідами втікача. Герой переживає низку неймовірних пригод. Надавши допомогу радянським та американським космонавтам, Аріель залишає Землю і прямує до Урану.

## У ролях
- Іскандер Ахмар — Аріель
- Юрій Волков — доктор Хайд
- Павло Махотін — Штерн
- Олексій Алексєєв — Пірс
- Володимир Дутов — Броунлоу
- Манучар Шервашидзе — Фокс
- Р. Шакірова — Лоліта
- Олег Нафасов — Шарад
- А. Кафаров — Нізмат, батько Лоліти
- Хаджі Ахмар — Каул, раджа
- Ш. Кабілова — Ш'яма, дочка раджи
- Д. Юнусов — Чарака
- Р. Тангурієв — Вільям
- Аксел Орав — Джордж Уоррендер, вчений
- Гунар Кілгас — пастор
- Іта Евер — тітонька Флоренса
- Лійна Тенносаар — Сусанна, дочка пастора
- Фаріда Ходжаєва — дружина Мохіти
- Зарема Кім — Джаннет, сестра Аріеля
- Віктор Баришев — асистент Штерна
- Людмила Баранова — помічниця доктора Хайда
- Станіслав Стрєлков — слуга Сусанни
- Акбар Шах — епізод
- Ібодатхон — епізод
- Н. Камінська — епізод
- Аліакбар Шаймарданов — епізод
- Азіза — епізод
- Борис Жадановський — містер Гріг
- Марі Лілль-Тамм — епізод
- Лійна Орлова-Хермакюла — Аліса
- Ю. Садовников — епізод
- Є. Свиридов — епізод
- У. Алієва — епізод
- В. Віман — епізод
- Н. Гурович — епізод
- Віллем Індріксон — епізод
- А. Ятані — епізод
- Д. Шукурджанова — епізод
- К. Файзієв — епізод
- Павло Винник — опікун Аріеля
- Б. Бєглов — епізод
- Джемал Веліадзе — Ішвар, наречений Лоліти
- Анатолій Яббаров — Брокс, «сищик»
- Хадіса Ахмар — епізод

## Знімальна група
- Режисер — Хаджи Ахмар
- Сценарист — Хаджи Ахмар
- Оператор — Хатам Файзієв
- Композитор — Є. Черницька
- Художник — Раїс Нагаєв